# Èumenes d'Alexandria
Èumenes d'Alexandria va ser el setè patriarca d'Alexandria de l'any 129 al 141, durant el regnat de l'emperador Antoní Pius.
El patriarca Primus el va ordenar diaca, càrrec en el que va servir durant deu anys. Quan Just d'Alexandria va ser elegit patriarca va veure els seus coneixements i el va ordenar sacerdot, encomanant-li l'ensenyament religiós dels fidels. Quan Just va deixar el càrrec de patriarca, Èumenes va ser escollit, i va encomanar l'ensenyament dels fidels a Marcià, que més tard el va succeir. Va ser patriarca durant tretze anys, fins que va morir. L'Església Ortodoxa Copta el considera sant.